# Liste d'entreprises de Chine continentale
- Amoi
- Li Ning
- Cheung Kong Holdings
- Vanke
- Global China Group
- Hisense
- Hutchison Whampoa
- Jardine Matheson
- Macau Jockey Club
- TapTap
- Sands Macao
- Shun Tak Holdings
- Sociedade de Turismo e Diversões de Macau

## Techniques de pointe
- Founder Group
- Lenovo
- Suntech Power

## Alimentation
- Dairy Farm International
- Tsingtao

## Entreprises financières
- Agricultural Bank of China
- Bank of China
- Bank of China (Hong Kong)
- Bank of East Asia
- China Construction Bank
- CITIC
- Industrial and Commercial Bank of China
- Ping An Insurance
- Shanghai Pudong Development Bank
- Shenzhen Development Bank

## Biens de consommation
- Geely Automobile
- Haier
- Jialing
- TCL Corporation

## Contrôle Qualité
- QIMA, anciennement AsiaInspection

## Mode
- Shein

## Sociétés immobilières
- Hopewell Holdings

## Télécommunications
- Asia Television
- China Mobile
- China Telecom
- China Unicom
- Golden Harvest
- Huawei
- Kejian
- Pacific Century Cyberworks
- SmarTone
- Television Broadcasts
- ZTE

## Transports
- Air China
- Air Macau
- Cathay Pacific
- China Eastern Airlines
- China Northwest Airlines
- China Post
- China Southern Airlines
- COSCO
- Hongkong Post
- MTR Corporation
- Transmac
- Transportas Companhia de Macao

## Pétrochimie
- Baosteel
- China Greatvista Chemicals
- China Light and Power
- CNOOC
- Guangdong Electric Power
- CNPC et PetroChina
- Shangyuchem
- Sinopec
- State Grid Corporation

## Métallurgie
- Baoji Titanium

## Chimie
- Sinovac Biotech